# Josué Virgili
Josué Virgili, né en Italie en 1907 et mort en 1991 au Kremlin-Bicêtre, est un sculpteur d'art brut d'origine italienne.

## Biographie
Né en Italie, Josué Virgili arrive à Monte-Carlo en 1922, à l'âge de 15 ans, où il se forme au métier de marbrier. Dix ans plus tard, il s’installe en région parisienne et exerce son métier dans plusieurs entreprises. C’est après avoir pris sa retraite qu’il commence à utiliser le ciment et la mosaïque pour fabriquer des objets et des meubles qui envahissent peu à peu sa maison et son jardin, au 54 de l'avenue Charles Gide au Kremlin-Bicêtre. Il réalise des tables et des guéridons, des colombes et des girouettes montées sur des perches, des soleils fabriqués à partir de roues de bicyclette, en ciment incrusté de morceaux de marbre, de miroir, de photographies et de faïence de couleurs vives. Les guéridons, qu’il considère comme des satellites, sont au cœur de ce dispositif. Il écrit également, en italien, des mélanges de poèmes et de réflexions personnelles sur des cahiers illustrés de dessins et de photographies découpées dans des magazines. Josué Virgili voue un culte au soleil et se dit messager de Dieu, prêchant l’amour et l’union fraternelle. Après sa mort, une partie de son œuvre a été détruite et une autre recueillie par l'association L’Aracine, qui a choisi un de ses visage-soleil comme emblème.